# Tabanus flavicoxa
Tabanus flavicoxa är en tvåvingeart som beskrevs av H. Oldroyd 1954. Tabanus flavicoxa ingår i släktet Tabanus och familjen bromsar. Inga underarter finns listade i Catalogue of Life.